# Provesano
Provesano (in friulano Provesan) è una frazione del comune italiano di San Giorgio della Richinvelda, in Friuli-Venezia Giulia. 
Il toponimo è di origine romana: deriva dal nome personale Probus o Publicius, con l'aggiunta del suffisso -anum che indica la proprietà fondiaria. 
Provesano si trova nella parte nord di San Giorgio della Richinvelda. La frazione confina con il fiume Tagliamento, che è il più importante fiume del Friuli-Venezia Giulia con una lunghezza di 170 km ed un bacino fluviale ampio quasi 3 000 km². Provesano disegna il confine nella parte nord con il comune contermine di Spilimbergo, che  è un comune italiano di 12 045 abitanti del Friuli-Venezia Giulia, sulla sponda destra del Tagliamento.Nella chiesa parrocchiale di Provesano si trovano affreschi di Gianfrancesco da Tolmezzo. Provesano è abitata sin dall’epoca pre-romana . Dall’XI secolo Provesano passa alla casata degli Spilimbergo, e rimane legata a Spilimbergo fino al 1871 anno in cui Provesano chiede formalmente di far parte del comune di San Giorgio della Richinvelda. La frazione è inoltre famosa perché nel cimitero è sepolto il politico olandese Pim Fortuyn deceduto nel 2002. In questa frazione, infatti risiedeva in una casa di sua proprietà

## Monumenti e luoghi d’interesse

### Architetture religiose
- Chiesa di San Leonardo. Intitolata a San Leonardo la cui parrocchia sorse nel 1392, la prima a staccarsi dalla matrice di San Giorgio. L’edificio sacro attuale è stato costruito nel 1496 in luogo di uno precedente. Rimaneggiato nel Settecento ha assunto la forma attuale nel 1828. La chiesa è composta da un’unica navata e il suo interno è caratterizzato dal ciclo di affreschi di Gianfrancesco del Zotto detto da Tolmezzo (1450-1511) che occupa interamente il presbiterio e di altre opere pittoriche e scultoree di altri artisti noti: il Pilacorte, Pietro da San Vito, i Bettamelli, Luigi Bello, Giuseppe Scalambrin, Pierino Sam.
- Chiesetta della Madonna della Regina Pacis. Piccolo edificio di culto frutto della donazione di una famiglia del luogo nella seconda metà dell’Ottocento. Nel 1956 è stata ricollocata la statua della Vergine all’interno del capitello. L’edificio fu ricostruito dopo il terremoto del 1976. È tradizione a Provesano celebrare la Vergine nel mese di maggio con una processione con fiaccolata attraverso la via centrale del paese al seguito della statua della Madonna della Pace sino alla chiesetta di via Molevana. Esso è formato da un’unica aula con un portico e un crocifisso e un ulivo al suo lato.

### Architetture civili
- Ville Sabbadini. In via Giuseppe Mazzini è tuttora presente una sontuosa villa settecentesca appartenuta alla famiglia di un garibaldino. La villa apparteneva ai Sabbadini, una ricca famiglia di dottori, sacerdoti e uomini illustri di rare virtù che lasciarono una loro impronta nella storia di Provesano. Originari di Vito d’Asio andiamo a conoscere i loro componenti. Una seconda costruzione si trova in via Gianfrancesco da Tolmezzo n. 1 fatta erigere da Lorenzo Sabbadini nella seconda metà dell'Ottocento. La villa presenta due ampi saloni al piano terra e al primo piano. Le sale sono arricchite con affreschi opera del pittore udinese Antonio Picco che eseguì nel 1872. La sala al primo piano presenta un soffitto costruito con travatura alla Sansovino. La sala ha quattro porte e tra l’una e l’altra vi è un cornicione ciascuno con un affresco: da una parte il Golfo di Palermo e dall’altra Napoli veduta da Capodimonte, entrambi dipinti ad olio con graziosi effetti di luce. Ai quattro angoli della stanza vi sono quattro medaglioni dipinti a tempera con le Stagioni: la primavera raffigurata con l’arte della pesca, l’estate con il bagno, l’autunno con la vendemmia, l’inverno con la caccia e la neve. Sopra le porte si notano quattro cornicette di forma quadrata con dipinti in bassorilievo: le Scienze, le Arti, il Commercio, l’Industria, l’Agricoltura.
- Centro Polifunzionale. Edificio a due piani, sito in piazza Risorta 11, quale sede le associazioni del paese. La sezione comunale dei donatori di sangue A.F.D.S. ha qui la sua sede rappresentando i cinque paesi di San Giorgio, Aurava, Pozzo, Cosa e Provesano. La villa è anche sede dello storico C.C.R.P., Circolo Culturale e Ricreativo di Provesano, oggi Provesano Unita. L'edificio accanto, al civico 9, era un tempo sede della Società Anonima Cooperativa di Consumo di Provesano fondata nel 1908. Era sede anche del Dopolavoro Rionale di Provesano inaugurato il 27 settembre 1936 e nello stesso locale si riuniva la Società Filodrammatica del prof. Angelo Filipuzzi nel luglio 1937.
- Vecchio Mulino (oggi abitazione privata). Il mulino di Provesano si trovava all'inizio della strada per la Molevana, oggi tra via Boschetto e via Mazzini, e aveva tre macine, una per il grano e due per altri cereali. Era di proprietà della parrocchia. Cessò l'attività nel 1906.
- Latteria Sociale Turnaria (oggi abitazione privata). la Latteria Sociale Turnaria si costituì a Provesano nel 1906 e aveva la propria sede nell’edificio di via Mazzini ai civici 30 e 32 e si configurava nella nuova formula "turnaria" nella quale i soci stringevano un patto associativo, versando una quota stabilita, ed eleggevano il proprio consiglio di amministrazione. Chiuse la sua attività nel 1973.
- Rocca Jacoba. Al civico 3 di Piazza Risorta si trova Rocca Jacoba il cui nome è riportato in stampatello minuscolo su un’insegna in metallo posta su un elegante e ordinato muro di sassi. L’abitazione era di proprietà di Pim Fortuyn, politico olandese assassinato a Hilversum nei Paesi Bassi il 6 maggio 2002.
- Tomba mausoleo di Pim Fortuyn. Nel camposanto si trovano le reliquie di Pim Fortuyn. I funerali del leader politico olandese ebbero luogo il 10 maggio nel suo paese natale, nella località Dreihuis di Velsen. Il 20 luglio 2002 la salma è stata trasportata in aereo a Provesano dove è stato sepolto in un mausoleo appositamente realizzato per lui. La tomba è stata realizzata da Bruno Ambrosio sulla quale incise l'epitaffio: “Loquendi libertatem custodiamus”. La cerimonia si svolse portando la bara da Rocca Jacoba all’interno della chiesa per la benedizione e l’omelia del parroco dopodiché è stata tumulata nel camposanto.
- Fondazione Pim Fortuyn. La sede si trova in un vecchio e restaurato edificio di Provesano sito in via Mazzini 20, fondata dal Bruno Ambrosio amico del politico olandese.

### Altro
- Reperti ritrovati presso il Castelliere, detto anche di Gradisca sul Cosa, risalenti all'età romana e pre-romana.